# Ozola apiletica
Ozola apiletica är en fjärilsart som beskrevs av Louis Beethoven Prout 1932. Ozola apiletica ingår i släktet Ozola och familjen mätare. Inga underarter finns listade i Catalogue of Life.